# Eotetranychus karooicus
Eotetranychus karooicus är en spindeldjursart som beskrevs av Meyer 1974. Eotetranychus karooicus ingår i släktet Eotetranychus och familjen Tetranychidae. Inga underarter finns listade i Catalogue of Life.